# Il a été perdu une mariée
Pour plus de détails, voir Fiche technique et Distribution.
Il a été perdu une mariée est un film français réalisé par Léo Joannon, sorti en 1932.

## Synopsis
Albert, comptable à la banque Barbotteux & Lavolette, parti à la recherche de sa future femme, Yolande de La Tourbière, partie précipitamment le jour de leur mariage à la suite d'une méprise sur ses intentions, trouve deux mariées à la mairie, Youyou et Hortense, et trois dans son appartement Youyou, Hortense puis Yolande enfin de retour...

## Fiche technique
- Titre : Il a été perdu une mariée
- Réalisation : Léo Joannon
- Scénario : Jean Guitton et Charles Spaak
- Dialogues : Jean Guitton
- Photographie : Léonce-Henri Burel
- Décors : Lazare Meerson
- Montage : Jacques Desagneaux
- Musique : Adolphe Borchard[1]
- Photographe de plateau : Raymond Voinquel
- Production : Alexandre Kamenka
- Société de production : Albatros
- Pays d'origine :  France
- Durée : 85 minutes
- Date de sortie : France, 30 décembre 1932
- Affiche : Jean-Adrien Mercier

## Distribution
- Suzanne Christy : Yolande de La Tourbière, la fiancée
- Jean Weber : Albert, le fiancé
- Marcel Simon : le banquier Barbotteux, oncle de Yolande
- Betty Daussmond : Marguerite Barbotteux, la femme de Barbotteux
- Monique Bert : Youyou, la maîtresse de Barbotteux
- Gaston Dupray : le banquier Lavolette, associé de Barbotteux
- Madeleine Suffel : Hortense
- Jean Bara : Toto
- Albert Broquin
- Anthony Gildès
- Germaine Brière
- Jean Brochard
- Jacques Christiany